# Gallimathias musicum
Pour les articles homonymes, voir K32.

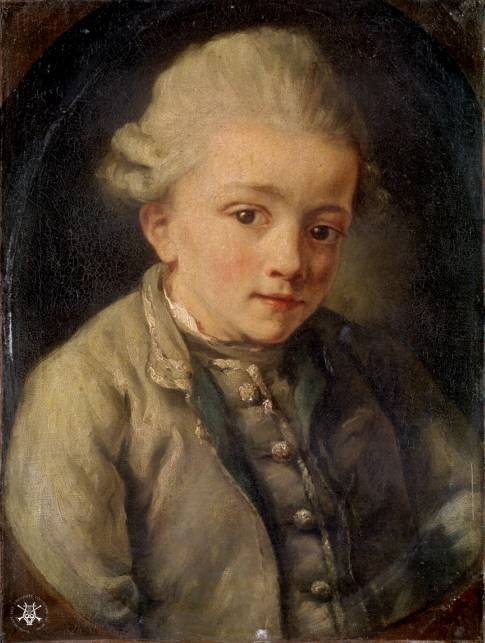
Mozart

Gallimathias musicum (titre en latin qui signifie Galimatias musical) en ré majeur, KV. 32+Anh. 100a, est un quodlibet composé par Wolfgang Amadeus Mozart au début de l'année 1766 à La Haye, au cours de la tournée européenne de la famille Mozart.

## Instrumentation et structure
L'œuvre est écrite pour cordes, deux cors en ré, deux hautbois, basson et clavecin. Elle comporte dix-sept mouvements:
1. Molto allegro
2. Andante en ré mineur
3. Allegro
4. Pastorella en sol majeur
5. Allegro
6. Allegretto en la majeur
7. Allegro
8. Molto adagio en sol majeur
9. Allegro en do majeur
10. Largo en ré mineur
11. Allegro
12. Andante en fa majeur
13. Allegro en mi bémol majeur
14. Menuet en fa majeur
15. Adagio en ré mineur
16. Presto
17. Fugue en fa majeur

Son interprétation dure environ vingt minutes.

## Histoire
À son retour de la tournée européenne (1763-1766), Leopold Mozart a reçu une proposition « si alléchante » qu'il n'a pu la refuser, retardant son retour à Salzbourg pour passer une saison en Hollande, de septembre 1765 jusqu'en avril 1766. Durant leur séjour là-bas, Wolfgang et sa sœur Nannerl ont donné de nombreux récitals dans différentes villes. De plus, le jeune Mozart, qui avait dix ans, a reçu plusieurs commandes de compositions, dont le Gallimathias musicum, composé à l'occasion de la proclamation de Guillaume V, prince d'Orange, comme régent des Pays-Bas.
Nous disposons de nombreuses références directes pour cette œuvre. Dans la liste des compositions de Wolfgang, Leopold a écrit : « Un quodlibet sous le titre de Gallimathias musicum pour deux violons, deux hautbois, deux cors, clavecin obligé, deux bassons, alto et basse. Tous les instruments ont leurs solos et, à la fin, il y une fugue avec tous les instruments, basée sur une chanson hollandaise appelée Prince Guillaume. Composé pour Son Altesse le Prince d'Orange ». De son côté, Nannerl Mozart a écrit à Friedrich Schlichtgroll en 1792 sur les « célébrations pour l'investiture du prince d'Orange, organisées le 11 mars [...] pour cette festivité, le fils a composé un Quotlibet [sic] pour tous les instruments ».
La proclamation de Guillaume V comme régent des Pays-Bas a eu lieu le 8 mars, mais les festivités se sont déroulées du 7 jusqu'au 12 mars 1766. Le 16 mai, Leopold a écrit à Lorenz Hagenauer qu'à cause des festivités, Wolfgang avait été sollicité pour écrire six sonates pour violon et clavier KV 26-31, quelques arias et « quelque chose pour le concert du prince », ce qui était probablement le Gallimathias musicum.
On a toujours considéré que le Gallimathias Musicum avait été créé le 11 mars, date indiquée par Leopold dans sa lettre du 16 mai 1766. Cependant, il n'existe aucune certitude absolue sur ce point. Dans un livre publiée en 1909, Het Muziekleven in Nederland in de tweede Helft der 18e Eeuw in Verband met Mozarts Verblijf aldaar, Daniel Francois Scheurleer, à partir de documents présents dans les Archives de la Maison Royale et les comptes de la Cour, affirme qu'il n'y a eu aucun concert de fête à cette date, sinon uniquement un bal de la cour (le 28 février) et de la musique de table (les 8, 10 et 12 mars — avec de la musique fournie par J. J. Muller). Scheurleer signale qu'il n'y a pas eu de concert auquel ait assisté le prince dans la soirée du 11 mars, puisque le prince est allé à l'opéra. Ainsi, il est probable que le Gallimathias musicum de Mozart a été joué lors d'une des sessions de musique de table.

## Manuscrits
Quatre manuscrits de cette œuvre nous sont parvenus qui présentent deux versions différentes. Le premier est un autographe de la partition complète ainsi que deux fragments supplémentaires (présents en la Bibliothèque nationale de France à Paris et au Musée municipal de La Haye). L'autographe de Paris contient les quatre premiers mouvements, alors que celui de La Haye renferme les mouvements 5 à 16 et le 18. Dans ces manuscrits apparaît l'écriture du petit Wolfgang dans certains fragments et celle de son père pour une portion significative de l'œuvre.
D'autre part, il y a deux séries de pièces qui ont des contenus quasi identiques, mais avec de petites mais suffisantes différences qui permettent de repousser l'idée d'une dépendance directe entre elles. Ces partitions se trouvent à Donaueschingen et à la Bibliothèque nationale de France. Les deux ont des premières pages qui indiquent que Wolfgang Mozart est le compositeur et que le nom de la composition est « Quottlibet (sic) musicum » ou « Gallimathias Musicum ». Là on trouve la seule source pour le dix-septième mouvement, ainsi qu'un texte pour le neuvième. Cependant, toute la musique des deux manuscrits ci-dessus mentionnés n'est complète dans ces deux séries de partitions. Wolfgang Plath affirme que la seule explication possible pour ces deux séries de partitions — qui sans aucun doute datent du XVIIIe siècle — est que Leopold a emmené avec lui une copie de la partition pour qu'on la copie et qu'on la joue à Paris (entre le 10 mai et le 9 juillet 1766) et à Donaueschingen (entre le 17 et le 18 octobre 1766).

## Sources
- (es) Cet article est partiellement ou en totalité issu de l’article de Wikipédia en espagnol intitulé « Gallimathias musicum » (voir la liste des auteurs).